# Liste der Infanterieregimenter der neupreußischen Armee

## Garde-Regimenter

### Aus der altpreußischen Armee übernommene Regimenter
- 1. Garde-Regiment zu Fuß, zuvor „Regiment Garde No. 15“, aufgestellt 1688

### Nach der Heeresreform neuaufgestellte Regimenter
- 2. Garde-Regiment zu Fuß (1813)
- Kaiser Alexander Garde-Grenadier-Regiment Nr. 1 (1814)
- Kaiser Franz Garde-Grenadier-Regiment Nr. 2 (1814)
- Garde-Füsilier-Regiment (1826 als „Garde-Reserve-Infanterie-(Landwehr)-Regiment“)

### Heereserweiterung unter Albrecht von Roon
- 3. Garde-Regiment zu Fuß (1860 als „1. kombiniertes Garde-Infanterie-Regiment“)
- 4. Garde-Regiment zu Fuß (1860 als „2. kombiniertes Garde-Infanterie-Regiment“)
- Königin Elisabeth Garde-Grenadier-Regiment Nr. 3 (1860 als „1. kombiniertes Grenadier-Regiment“)
- Königin Augusta Garde-Grenadier-Regiment Nr. 4 (1860 als „2. kombiniertes Grenadier-Regiment“)

### Heereserweiterung 1897
- 5. Garde-Regiment zu Fuß (1897)
- Garde-Grenadier-Regiment Nr. 5 (1897)

## Aus der altpreußischen Armee übernommene Regimenter

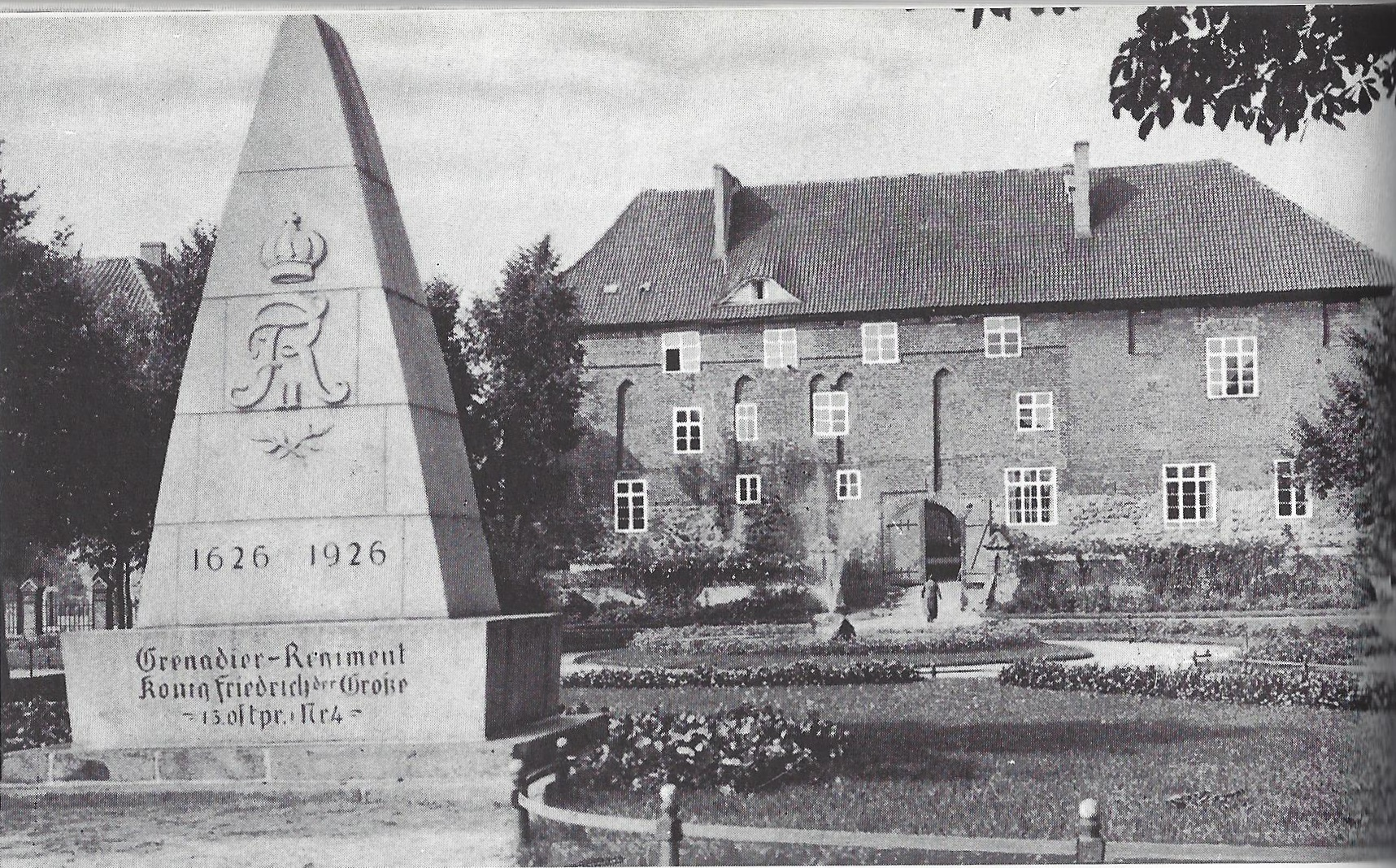
Denkmal für das Grenadier-Regiment „König Friedrich der Große“ (3. Ostpreußisches) Nr. 4 vor der Burg Rastenburg (1926)

1806/7 entgingen nur wenige Regimenter der Kapitulation. Diese Liste gibt die Benennungen 1808 und bis 1914 wieder.
- Grenadier-Regiment „Kronprinz“ (1. Ostpreußisches) Nr. 1, zuvor „Infanterieregiment No. 2“, aufgestellt 1655
- Grenadier-Regiment „König Friedrich Wilhelm IV.“ (1. Pommersches) Nr. 2, zuvor „Infanterieregiment No. 8“, aufgestellt 1679 – 1806/7 beim Korps L’Estocq, 1808 1. Pommersches Infanterieregiment.
- Grenadier-Regiment „König Friedrich Wilhelm I.“ (2. Ostpreußisches) Nr. 3, zuvor „Infanterieregiment No. 11“, aufgestellt 1685 – 1806/7 beim Korps L’Estocq, 1808 2. Pommersches Infanterieregiment Prinz Heinrich.
- Grenadier-Regiment „König Friedrich der Große“ (3. Ostpreußisches) Nr. 4, zuvor „Infanterieregiment No. 14“, aufgestellt 1626 – 1806/7 I. Bataillon beim Korps L’Estocq, II. Graudenz, III. in Danzig, 1808 3. Pommersches Infanterieregiment.
- Grenadier-Regiment „König Friedrich I.“ (4. Ostpreußisches) Nr. 5, zuvor „Infanterieregiment No. 16“, aufgestellt 1689 – 1806/7 in Danzig, 1808 4. Pommersches Infanterieregiment.
- Grenadier-Regiment „Graf Kleist von Nollendorf“ (1. Westpreußisches) Nr. 6, zuvor „Infanterieregiment No. 52 (Füsiliere)“, aufgestellt 1772 – 1806/7 in Danzig, III. Bataillon in Graudenz, 1808 1. Westpreußisches Infanterieregiment.
- Grenadier-Regiment „König Wilhelm I.“ (2. Westpreußisches) Nr. 7, zuvor „Infanterieregiment No. 58“, aufgestellt 1797 – 1806/7 in Danzig, 1808 2. Westpreußisches Infanterieregiment.

## Nach derHeeresreformneuaufgestellte Regimenter
- Leib-Grenadier-Regiment „König Friedrich Wilhelm III.“ (1. Brandenburgisches) Nr. 8 (1808 als „Brandenburgisches Infanterie-Regiment Nr. 8“)
- Colbergsches Grenadier-Regiment „Graf Gneisenau“ (2. Pommersches) Nr. 9 (1808 als „2. Pommersches Infanterie-Regiment Nr. 9“)
- Grenadier-Regiment „König Friedrich Wilhelm II.“ (1. Schlesisches) Nr. 10 (1808 als „Infanterie-Regiment Nr. 11“)
- Grenadier-Regiment „König Friedrich III.“ (2. Schlesisches) Nr. 11 (1808 als „Infanterie-Regiment Nr. 12 (2. Schlesisches)“)
- Grenadier-Regiment „Prinz Carl von Preußen“ (2. Brandenburgisches) Nr. 12 (1813 als „Brandenburgisches Infanterie-Regiment“)
- Infanterie-Regiment „Herwarth von Bittenfeld“ (1. Westfälisches) Nr. 13 (1813 als „1. Reserve-Regiment“)
- Infanterie-Regiment „Graf Schwerin“ (3. Pommersches) Nr. 14 (1813 als „2. Reserve-Regiment“)
- Infanterie-Regiment „Prinz Friedrich der Niederlande“ (2. Westfälisches) Nr. 15 (1813 als „3. Reserve-Regiment“)
- Infanterie-Regiment „Freiherr von Sparr“ (3. Westfälisches) Nr. 16 (1813 als „4. Reserve-Regiment“)
- Infanterie-Regiment „Graf Barfuß“ (4. Westfälisches) Nr. 17 (1813 als „5. Reserve-Regiment“)
- Infanterie-Regiment „von Grolmann“ (1. Posensches) Nr. 18 (1813 als „6. Reserve-Regiment“)
- Infanterie-Regiment „von Courbière“ (2. Posensches) Nr. 19 (1813 als „7. Reserve-Regiment“)
- Infanterie-Regiment „Graf Tauentzien von Wittenberg“ (3. Brandenburgisches) Nr. 20 (1813 als „8. Reserve-Regiment“)
- Infanterie-Regiment „von Borcke“ (4. Pommersches) Nr. 21 (1813 als „9. Reserve-Regiment“)
- Infanterie-Regiment „Keith“ (1. Oberschlesisches) Nr. 22 (1813 als „10. Reserve-Regiment“)
- Infanterie-Regiment „von Winterfeldt“ (2. Oberschlesisches) Nr. 23 (1813 als „11. Reserve-Regiment“)
- Infanterie-Regiment „Großherzog Friedrich Franz II. von Mecklenburg-Schwerin“ (4. Brandenburgisches) Nr. 24 (1813 als „12. Reserve-Regiment“)
- Infanterie-Regiment „von Lützow“ (1. Rheinisches) Nr. 25 (1813 als „Lützowsches Freikorps“, 1814 „Lützowsches Infanterie-Regiment“)
- Infanterie-Regiment „Fürst Leopold von Anhalt-Dessau“ (1. Magdeburgisches) Nr. 26 (1813 als „Elb-Infanterie-Regiment“)
- Infanterie-Regiment „Prinz Louis Ferdinand von Preußen“ (2. Magdeburgisches) Nr. 27 (1815)
- Infanterie-Regiment „von Goeben“ (2. Rheinisches) Nr. 28 (1813 als „1. Bergisches Infanterie-Regiment“)
- Infanterie-Regiment „von Horn“ (3. Rheinisches) Nr. 29 (1813 als „2. Bergisches Infanterie-Regiment“)
- Infanterie-Regiment „Graf Werder“ (4. Rheinisches) Nr. 30 (1812 als „1. Regiment der Russisch-Deutschen Legion“)
- Infanterie-Regiment „Graf Bose“ (1. Thüringisches) Nr. 31 (1812 als „2. Regiment der Russisch-Deutschen Legion“)
- 2. Thüringisches Infanterie-Regiment Nr. 32 (1815)
- Füsilier-Regiment „Graf Roon“ (Ostpreußisches) Nr. 33 (1815, zuvor schwedisches „Gräflich Spenisches-Regiment“)
- Füsilier-Regiment „Königin Viktoria von Schweden“ (Pommersches) Nr. 34 (1815, zuvor schwedisches „Leib-Regiment der Königin“)
- Füsilier-Regiment „Prinz Heinrich von Preußen“ (Brandenburgisches) Nr. 35 (1815 als „34. Infanterie-Regiment (2. Reserve-Regiment)“)
- Füsilier-Regiment „General-Feldmarschall Graf Blumenthal“ (Magdeburgisches) Nr. 36 (1820 als „36. Infanterie-Regiment (4. Reserve-Regiment)“)
- Füsilier-Regiment „von Steinmetz“ (Westpreußisches) Nr. 37 (1820 als „37. Infanterie-Regiment (5. Reserve-Regiment)“)
- Füsilier-Regiment „General-Feldmarschall Graf Moltke“ (Schlesisches) Nr. 38 (1818 als „35. Infanterie-Regiment (3. Reserve-Regiment)“)
- Niederrheinisches Füsilier-Regiment Nr. 39 (1818 als „Infanterie-Regiment 36 (4. Reserve-Regiment)“)
- Füsilier-Regiment „Fürst Karl-Anton von Hohenzollern“ (Hohenzollernsches) Nr. 40 (1820 als „40. Infanterie-Regiment (8. Reserve-Regiment)“)

## Heereserweiterung unterAlbrecht von Roon
- Infanterie-Regiment „von Boyen“ (5. Ostpreußisches) Nr. 41 (1860 als „1. kombiniertes Infanterie-Regiment“)
- Infanterie-Regiment „Prinz Moritz von Anhalt-Dessau“ (5. Pommersches) Nr. 42 (1860 als „2. kombiniertes Infanterie-Regiment“)
- Infanterie-Regiment „Herzog Karl von Mecklenburg-Strelitz“ (6. Ostpreußisches) Nr. 43 (1860 als „3. kombiniertes Infanterie-Regiment“)
- Infanterie-Regiment „Graf Dönhoff“ (7. Ostpreußisches) Nr. 44 (1860 als „4. kombiniertes Infanterie-Regiment“)
- 8. Ostpreußisches Infanterie-Regiment Nr. 45 (1860 als „5. kombiniertes Infanterie-Regiment“)
- Infanterie-Regiment „Graf Kirchbach“ (1. Niederschlesisches) Nr. 46 (1860 als „6. kombiniertes Infanterie-Regiment“)
- Infanterie-Regiment „König Ludwig III. von Bayern“ (2. Niederschlesisches) Nr. 47 (1859 als „7. kombiniertes Infanterie-Regiment“)
- Infanterie-Regiment „von Stülpnagel“ (5. Brandenburgisches) Nr. 48 (1860 als „8. kombiniertes Infanterie-Regiment“)
- 6. Pommersches Infanterie-Regiment Nr. 49 (1860 als „9. kombiniertes Infanterie-Regiment“)
- 3. Niederschlesisches Infanterie-Regiment Nr. 50 (1860 als „10. kombiniertes Infanterie-Regiment“)
- 4. Niederschlesisches Infanterie-Regiment Nr. 51 (1860 als „11. kombiniertes Infanterie-Regiment“)
- Infanterie-Regiment „von Alvensleben“ (6. Brandenburgisches) Nr. 52 (1860 als „12. kombiniertes Infanterie-Regiment“)
- 5. Westfälisches Infanterie-Regiment Nr. 53 (1860 als „13. kombiniertes Infanterie-Regiment“)
- Infanterie-Regiment „von der Goltz“ (7. Pommersches) Nr. 54 (1860 als „14. kombiniertes Infanterie-Regiment“)
- Infanterie-Regiment „Graf Bülow von Dennewitz“ (6. Westfälisches) Nr. 55 (1860 als „15. kombiniertes Infanterie-Regiment“)
- Infanterie-Regiment „Vogel von Falckenstein“ (7. Westfälisches) Nr. 56 (1860 als „16. kombiniertes Infanterie-Regiment“)
- Infanterie-Regiment „Herzog Ferdinand von Braunschweig“ (8. Westfälisches) Nr. 57 (1860 als „17. kombiniertes Infanterie-Regiment“)
- 3. Posensches Infanterie-Regiment Nr. 58 (1860 als „18. kombiniertes Infanterie-Regiment“)
- Infanterie-Regiment „Freiherr Hiller von Gaertringen“ (4. Posensches) Nr. 59 (1860 als „19. kombiniertes Infanterie-Regiment“)
- Infanterie-Regiment „Markgraf Karl“ (7. Brandenburgisches) Nr. 60 (1860 als „20. kombiniertes Infanterie-Regiment“)
- Infanterie-Regiment „von der Marwitz“ (8. Pommersches) Nr. 61 (1860 als „21. kombiniertes Infanterie-Regiment“)
- 3. Oberschlesisches Infanterie-Regiment Nr. 62 (1860 als „22. kombiniertes Infanterie-Regiment“)
- 4. Oberschlesisches Infanterie-Regiment Nr. 63 (1860 als „23. kombiniertes Infanterie-Regiment“)
- Infanterie-Regiment „General-Feldmarschall Prinz Friedrich Karl von Preußen“ (8. Brandenburgisches) Nr. 64 (1860 als „24. kombiniertes Infanterie-Regiment“)
- 5. Rheinisches Infanterie-Regiment Nr. 65 (1860 als „25. kombiniertes Infanterie-Regiment“)
- 3. Magdeburgisches Infanterie-Regiment Nr. 66 (1860 als „26. kombiniertes Infanterie-Regiment“)
- 4. Magdeburgisches Infanterie-Regiment Nr. 67 (1860 als „27. kombiniertes Infanterie-Regiment“)
- 6. Rheinisches Infanterie-Regiment Nr. 68 (1860 als „28. kombiniertes Infanterie-Regiment“)
- 7. Rheinisches Infanterie-Regiment Nr. 69 (1860 als „29. kombiniertes Infanterie-Regiment“)
- 8. Rheinisches Infanterie-Regiment Nr. 70 (1860 als „30. kombiniertes Infanterie-Regiment“)
- 3. Thüringisches Infanterie-Regiment Nr. 71 (1860 als „31. kombiniertes Infanterie-Regiment“)
- 4. Thüringisches Infanterie-Regiment Nr. 72 (1860 als „32. kombiniertes Infanterie-Regiment“)

## Heereserweiterung nach dem Deutschen Krieg und der Gründung des Norddeutschen Bundes
Nach Beendigung des Deutschen Krieges von 1866 wurden aus dem Militär der annektierten Staaten Hannover, Kurhessen und Nassau neue Regimenter errichtet. Weiterhin wurden nach Abschluss entsprechender Militärkonventionen die Verbände der norddeutschen und thüringischen Kleinstaaten in die Preußische Armee integriert.
- Füsilier-Regiment „General-Feldmarschall Prinz Albrecht von Preußen“ (Hannoversches) Nr. 73 (1866)
- 1. Hannoversches Infanterie-Regiment Nr. 74 (1866)
- Infanterie-Regiment „Bremen“ (1. Hanseatisches) Nr. 75 (1867)
- Infanterie-Regiment „Hamburg“ (2. Hanseatisches) Nr. 76 (1867)
- 2. Hannoversches Infanterie-Regiment Nr. 77 (1866)
- Infanterie-Regiment „Herzog Friedrich Wilhelm von Braunschweig“ (Ostfriesisches) Nr. 78 (1866)
- Infanterie-Regiment „von Voigts-Rhetz“ (3. Hannoversches) Nr. 79 (1866)
- Füsilier-Regiment „von Gersdorff“ (Kurhessisches) Nr. 80 (1866)
- Infanterie-Regiment Landgraf Friedrich I. von Hessen-Cassel (1. Kurhessisches) Nr. 81 (1866)
- 2. Kurhessisches Infanterie-Regiment Nr. 82 (1866)
- Infanterie-Regiment „von Wittich“ (3. Kurhessisches) Nr. 83 (1866)
- Infanterie-Regiment „von Manstein“ (Schleswigsches) Nr. 84 (1866)
- Infanterie-Regiment „Herzog von Holstein“ (Holsteinisches) Nr. 85 (1866)
- Füsilier-Regiment „Königin“ (Schleswig-Holsteinisches) Nr. 86 (1866)
- 1. Nassauisches Infanterie-Regiment Nr. 87 (1866)
- 2. Nassauisches Infanterie-Regiment Nr. 88 (1866)
- Großherzoglich Mecklenburgisches Grenadier-Regiment Nr. 89 (1782)
- Großherzoglich Mecklenburgisches Füsilier-Regiment „Kaiser Wilhelm“ Nr. 90 (1788)
- Oldenburgisches Infanterie-Regiment Nr. 91 (1867)
- Braunschweigisches Infanterie-Regiment Nr. 92 (1809)
- Anhaltisches Infanterie-Regiment Nr. 93 (1807)
- Infanterie-Regiment „Großherzog von Sachsen“ (5. Thüringisches) Nr. 94 (1702)
- 6. Thüringisches Infanterie-Regiment Nr. 95 (1806)
- 7. Thüringisches Infanterie-Regiment Nr. 96 (1867)

## Neuorganisation des Heeres im Norddeutschen Bund
Das Kriegsministerium des Norddeutschen Bundes reorganisierte unter maßgeblicher Beteiligung von Theophil von Podbielski das Heer. Den Heereserweiterungen folgte per Kabinettsordre vom 7. Dezember 1867 die Umbenennung zahlreicher Verbände im Norddeutschen Bund wie nachstehend wiedergegeben.

### Infanterie
- Infanterie-Regiment Nr. 73 umgeformt nach Hannoversches Füsilier-Regiment Nr. 73
- Infanterie-Regiment Nr. 74 umgeformt nach 1. Hannoversches Infanterie-Regiment Nr. 74
- Infanterie-Regiment Nr. 75 umgeformt nach 1. Hanseatisches Infanterie-Regiment Nr. 75 (s. Artikel Infanterie-Regiment „Bremen“ (1. Hanseatisches) Nr. 75)
- Infanterie-Regiment Nr. 76 umgeformt nach 2. Hanseatisches Infanterie-Regiment Nr. 76 (s. Artikel Infanterie-Regiment „Hamburg“ (2. Hanseatisches) Nr. 76)
- Infanterie-Regiment Nr. 77 umgeformt nach 2. Hannoversches Infanterie-Regiment Nr. 77
- Infanterie-Regiment Nr. 78 umgeformt nach Ostfriesisches Infanterie-Regiment Nr. 78 (s. Artikel Infanterie-Regiment „Herzog Friedrich Wilhelm von Braunschweig“ (Ostfriesisches) Nr. 78)
- Infanterie-Regiment Nr. 79 umgeformt nach 3. Hannoversches Infanterie-Regiment Nr. 79
- Infanterie-Regiment Nr. 80 umgeformt nach Hessisches Füsilier-Regiment Nr. 80 (s. Artikel Füsilier-Regiment „von Gersdorff“ (Kurhessisches) Nr. 80)
- Infanterie-Regiment Nr. 81 umgeformt nach 1. Hessisches Infanterie-Regiment Nr. 81
- Infanterie-Regiment Nr. 82 umgeformt nach 2. Hessisches Infanterie-Regiment Nr. 82 (s. Artikel 2. Kurhessisches Infanterie-Regiment Nr. 82)
- Infanterie-Regiment Nr. 83 umgeformt nach 3. Hessisches Infanterie-Regiment Nr. 83
- Infanterie-Regiment Nr. 84 umgeformt nach Schleswigsches Infanterie-Regiment Nr. 84 (s. Artikel Infanterie-Regiment „von Manstein“ (Schleswigsches) Nr. 84)
- Infanterie-Regiment Nr. 85 umgeformt nach Holsteinisches Infanterie-Regiment Nr. 85 (s. Artikel Infanterie-Regiment „Herzog von Holstein“ (Holsteinisches) Nr. 85)
- Infanterie-Regiment Nr. 86 umgeformt nach Schleswig-Holsteinisches Füsilier-Regiment Nr. 86 (s. Artikel Füsilier-Regiment „Königin“ (Schleswig-Holsteinisches) Nr. 86)
- Infanterie-Regiment Nr. 87 umgeformt nach 1. Nassauisches Infanterie-Regiment Nr. 87
- Infanterie-Regiment Nr. 88 umgeformt nach 2. Nassauisches Infanterie-Regiment Nr. 88

### Jäger
- Jäger-Bataillon Nr. 9 umgeformt nach Lauenburgisches Jäger-Bataillon Nr. 9
- Jäger-Bataillon Nr. 10 umgeformt nach Hannoversches Jäger-Bataillon Nr. 10
- Jäger-Bataillon Nr. 11 umgeformt nach Hessisches Jäger-Bataillon Nr. 11 (s. Artikel Kurhessisches Jäger-Bataillon Nr. 11)

### Kavallerie
- Dragoner-Regiment Nr. 9 umgeformt nach 1. Hannoversches Dragoner-Regiment Nr. 9
- Dragoner-Regiment Nr. 10 umgeformt nach Ostpreußisches Dragoner-Regiment Nr. 10
- Dragoner-Regiment Nr. 11 umgeformt nach Pommersches Dragoner-Regiment Nr. 11
- Dragoner-Regiment Nr. 12 umgeformt nach 2. Brandenburgisches Dragoner-Regiment Nr. 12
- Dragoner-Regiment Nr. 13 umgeformt nach Schleswig-Holsteinisches Dragoner-Regiment Nr. 13
- Dragoner-Regiment Nr. 14 umgeformt nach Kurmärkisches Dragoner-Regiment Nr. 14
- Dragoner-Regiment Nr. 15 umgeformt nach 3. Schlesisches Dragoner-Regiment Nr. 15
- Dragoner-Regiment Nr. 16 umgeformt nach 2. Hannoversches Dragoner-Regiment Nr. 16
- Husaren-Regiment Nr. 13 umgeformt nach 1. Hessisches Husaren-Regiment Nr. 13 (s. Artikel Husaren-Regiment „König Humbert von Italien“ (1. Kurhessisches) Nr. 13)
- Husaren-Regiment Nr. 14 umgeformt nach 2. Hessisches Husaren-Regiment Nr. 14
- Husaren-Regiment Nr. 15 umgeformt nach Hannoversches Husaren-Regiment Nr. 15 (s. Artikel Husaren-Regiment „Königin Wilhelmina der Niederlande“ (Hannoversches) Nr. 15)
- Husaren-Regiment Nr. 16 umgeformt nach Schleswig-Holsteinisches Husaren-Regiment Nr. 16
- Ulanen-Regiment Nr. 13 umgeformt nach Königs-Ulanen-Regiment (1. Hannoversches) Nr. 13
- Ulanen-Regiment Nr. 14 umgeformt nach 2. Hannoversches Ulanen-Regiment Nr. 14
- Ulanen-Regiment Nr. 15 umgeformt nach Schleswig-Holsteinisches Ulanen-Regiment Nr. 15
- Ulanen-Regiment Nr. 16 umgeformt nach Altmärkisches Ulanen-Regiment Nr. 16 (s. Artikel Ulanen-Regiment „Hennigs von Treffenfeld“ (Altmärkisches) Nr. 16)
- Brandenburgisches Dragoner-Regiment Nr. 2 umgeformt nach 1. Brandenburgisches Dragoner-Regiment Nr. 2 (Schlussklausel der Verordnung)

### Artillerie
- Artillerie-Regiment Nr. 9 umgeformt nach Schleswig-Holsteinisches Feld-Artillerie-Regiment Nr. 9
- Festungs-Artillerie-Abtheilung umgeformt nach Schleswigsche Festungs-Artillerie-Abtheilung Nr. 9 (s. Artikel Schleswig-Holsteinisches Fußartillerie-Regiment Nr. 9)
- Artillerie-Regiment Nr. 10 umgeformt nach Hannoversches Feld-Artillerie-Regiment Nr. 9
- Artillerie-Regiment Nr. 11 umgeformt nach Hessisches Feld-Artillerie-Regiment Nr. 11

### Pioniere
- Pionier-Bataillon Nr. 9 umgeformt nach Schleswig-Holsteinisches Pionier-Bataillon Nr. 9
- Pionier-Bataillon Nr. 10 umgeformt nach Hannoversches Pionier-Bataillon Nr. 10
- Pionier-Bataillon Nr. 11 umgeformt nach Hessisches Pionier-Bataillon Nr. 11
- vergl. Artikel Neupreußische Pionierbataillone

### Train
- Train-Bataillon Nr. 9 umgeformt nach Schleswig-Holsteinisches Train-Bataillon Nr. 9
- Train-Bataillon Nr. 10 umgeformt nach Hannoversches Train-Bataillon Nr. 10
- Train-Bataillon Nr. 11 umgeformt nach Hessisches Train-Bataillon Nr. 11
- vergl. Artikel Neupreußische Trainbataillone

### Landwehr
- Landwehr-Regiment Nr. 74 umgeformt nach 1. Hannoversches Landwehr-Regiment Nr. 74
- Landwehr-Regiment Nr. 75 umgeformt nach 1. Hanseatisches Landwehr-Regiment Nr. 75
- Landwehr-Regiment Nr. 76 umgeformt nach 2. Hanseatisches Landwehr-Regiment Nr. 76
- Landwehr-Regiment Nr. 77 umgeformt nach 2. Hannoversches Landwehr-Regiment Nr. 77
- Landwehr-Regiment Nr. 78 umgeformt nach Ostfriesisches Landwehr-Regiment Nr. 78
- Landwehr-Regiment Nr. 79 umgeformt nach 3. Hannoversches Landwehr-Regiment Nr. 79
- Landwehr-Regiment Nr. 81 umgeformt nach 1. Hessisches Landwehr-Regiment Nr. 81
- Landwehr-Regiment Nr. 82 umgeformt nach 2. Hessisches Landwehr-Regiment Nr. 82
- Landwehr-Regiment Nr. 83 umgeformt nach 3. Hessisches Landwehr-Regiment Nr. 83
- Landwehr-Regiment Nr. 84 umgeformt nach Schleswigsches Landwehr-Regiment Nr. 84
- Landwehr-Regiment Nr. 85 umgeformt nach Holsteinisches Landwehr-Regiment Nr. 85
- Landwehr-Regiment Nr. 87 umgeformt nach 1. Nassauisches Landwehr-Regiment Nr. 87
- Landwehr-Regiment Nr. 88 umgeformt nach 2. Nassauisches Landwehr-Regiment Nr. 88

## Heereserweiterungen nach Gründung des Deutschen Reichs

### Heereserweiterung 1881
- 1. Oberrheinisches Infanterie-Regiment Nr. 97 (1881)
- Metzer Infanterie-Regiment Nr. 98 (1881)
- 2. Oberrheinisches Infanterie-Regiment Nr. 99 (1881)

(Die Infanterie-Regimenter Nr. 100–127 stammen aus Sachsen, Baden, Hessen und Württemberg.)
- Danziger Infanterie-Regiment Nr. 128 (1881)
- Infanterie-Regiment „Generalfeldmarschall von Mackensen“ (3. Westpreußisches) Nr. 129 (1881)
- 1. Lothringisches Infanterie-Regiment Nr. 130 (1881)
- 2. Lothringisches Infanterie-Regiment Nr. 131 (1881)
- 1. Unter-Elsässisches Infanterie-Regiment Nr. 132 (1881)

(Die Infanterie-Regimenter Nr. 133 und 134 stammen aus Sachsen.)

### Heereserweiterung 1887
- 3. Lothringisches Infanterie-Regiment Nr. 135 (1887)
- 4. Lothringisches Infanterie-Regiment Nr. 136 (1887)
- 2. Unter-Elsässisches Infanterie-Regiment Nr. 137 (1887)
- 3. Unter-Elsässisches Infanterie-Regiment Nr. 138 (1887)

(Das Infanterie-Regiment Nr. 139 stammt aus Sachsen.)

### Heereserweiterung 1890
- 4. Westpreußisches Infanterie-Regiment Nr. 140 (1890)
- Kulmer Infanterie-Regiment Nr. 141 (1890)
- 4. Unter-Elsässisches Infanterie-Regiment Nr. 143 (1890)
- 5. Lothringisches Infanterie-Regiment Nr. 144 (1890)
- Königs-Infanterie-Regiment (6. Lothringisches) Nr. 145 (1890)

### Heereserweiterung 1897
- 1. Masurisches Infanterie-Regiment Nr. 146
- 2. Masurisches Infanterie-Regiment Nr. 147
- 5. Westpreußisches Infanterie-Regiment Nr. 148
- 6. Westpreußisches Infanterie-Regiment Nr. 149
- 1. Ermländisches Infanterie-Regiment Nr. 150
- 2. Ermländisches Infanterie-Regiment Nr. 151
- Deutsch Ordens-Infanterie-Regiment Nr. 152
- 8. Thüringisches Infanterie-Regiment Nr. 153 (von Sachsen-Altenburg)
- 5. Niederschlesisches Infanterie-Regiment Nr. 154
- 7. Westpreußisches Infanterie-Regiment Nr. 155
- 3. Schlesisches Infanterie-Regiment Nr. 156
- 4. Schlesisches Infanterie-Regiment Nr. 157
- 7. Lothringisches Infanterie-Regiment Nr. 158
- 8. Lothringisches Infanterie-Regiment Nr. 159
- 9. Rheinisches Infanterie-Regiment Nr. 160
- 10. Rheinisches Infanterie-Regiment Nr. 161
- Infanterie-Regiment „Lübeck“ (3. Hanseatisches) Nr. 162
- Schleswig-Holsteinisches Infanterie-Regiment Nr. 163
- 4. Hannoversches Infanterie-Regiment Nr. 164
- 5. Hannoversches Infanterie-Regiment Nr. 165
- Infanterie-Regiment „Hessen-Homburg“ Nr. 166
- 1. Ober-Elsässisches Infanterie-Regiment Nr. 167

(Die Infanterie-Regimenter Nr. 168–170 stammen aus Hessen und Baden.)
- 2. Ober-Elsässisches Infanterie-Regiment Nr. 171
- 3. Ober-Elsässisches Infanterie-Regiment Nr. 172
- 9. Lothringisches Infanterie-Regiment Nr. 173
- 10. Lothringisches Infanterie-Regiment Nr. 174
- 8. Westpreußisches Infanterie-Regiment Nr. 175
- 9. Westpreußisches Infanterie-Regiment Nr. 176

(Die Infanterie-Regimenter Nr. 177–182 stammen aus Sachsen und Württemberg.)

### Militärische Quellen
- Kriegsministerium Preußen, Kurzgefasste Stamm- und Rangliste aller Regimenter der Königlich-Preußischen Armee: von deren Stiftung an bis Ende 1786 C.F. Himburg, 1796 Digitalisat
- Kriegsministerium Preußen, Stammliste aller Regimenter und Corps der Königlich-Preußischen Armee, C.F. Himburg, 1796 Digitalisat
- Kriegsministerium Preußen, Stammliste aller Regimenter und Corps der Königlich-Preußischen Armee für das Jahr 1804, Himburg, 1804 Digitalisat
- Kriegsministerium Preußen, Rang- und Quartierliste der königlich preußischen Armee für das Jahr 1823, Wilhelm Dieterici, Berlin, 1823 Digitalisat
- Kriegsministerium Preußen, Stammliste der Königlich Preußischen Armee seit dem 16ten Jahrhundert bis 1840, E.S. Mittler, Berlin, 1840 Digitalisat
- Kriegsministerium Preußen, Armeeverordnungsblatt 1867, Mittler, Berlin, 1867 Digitalisat
- Kriegsministerium Preußen, Dislocations-Tableau der Ersatztruppen aller Waffen des Norddeutschen Bundesheeres Beilage zum Armeeverordnungsblatt 1870, Mittler, Berlin, 1870 Digitalisat